# Camillo Berlinghieri
Pour les articles homonymes, voir Berlinghieri.
Camillo Berlinghieri dit Il Ferraresino (Ferrare, 1590 ou 1605  - Ferrare, 1635) est un peintre italien baroque de l'école de Ferrare, actif au début du XVIIe siècle.

## Biographie
Camillo Berlinghieri fait son apprentissage auprès de Carlo Bononi.
Ses travaux se trouvent à Ferrare et à Venise où il est surnommé Il Ferraresino.

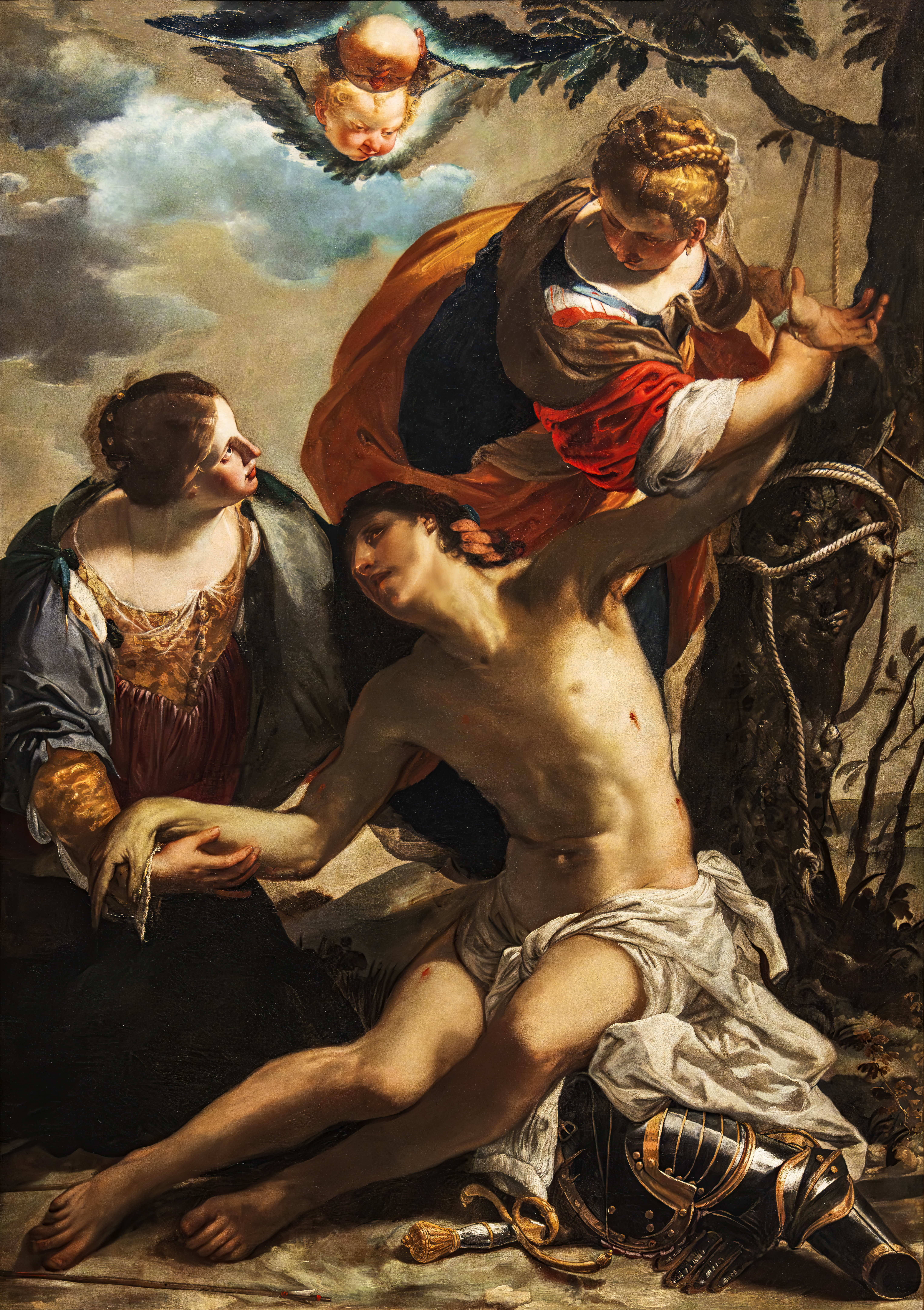
San Sebastiano soigné par des femmes pieuses - Gallerie Accademia

## Œuvres
- San Sebastiano soigné par des femmes pieuses, Galeries de l'Académie de Venise [1]
- Récolte de la manne, San Niccolo
- Annonciation, Sant Antonio Abbate à Ferrare

### Sources
- (en) Cet article est partiellement ou en totalité issu de l’article de Wikipédia en anglais intitulé « Camillo Berlinghieri » (voir la liste des auteurs).